# Панични напад
Панични напад су изненадни тренутци интензивног страха и нелагодности који могу укључивати палпитације, иначе дефинисане као убрзан, неправилан рад срца, знојење, бол или нелагодност у грудима, кратак дах, дрхтање, вртоглавицу, утрнулост, конфузију или осећај предстојеће пропасти. Типично, ови симптоми су најгори у року од десет минута од почетка и могу трајати отприлике 30 минута, иако могу варирати од неколико секунди до неколико сати. Иако могу бити изузетно узнемирујући, сами напади панике нису физички опасни.
Дијагностички и статистички приручник за менталне поремећаје, пето издање (DSM-5) дефинише их као „нагли налет интензивног страха или интензивне нелагоде који достиже врхунац у року од неколико минута и током којег се јављају четири или више од следећих симптома“. Ови симптоми укључују, али нису ограничени на, оне горе раније поменуте.
Панични напади функционишу као маркер за процену тежине, тока и коморбидитета (истовремено присуство две или више дијагноза) различитих поремећаја, укључујући анксиозне поремећаје. Дакле, напади панике могу се применити на све поремећаје који се налазе у DSM-у.
Панични напади може изазвати извор који се може идентификовати, или се могу десити без икаквог упозорења и без специфичне, препознатљиве ситуације.
Неки познати узроци који повећавају ризик од паничног напада укључују медицинска и психијатријска стања (нпр. панични поремећај, социјална фобија, посттрауматски стресни поремећај, зависност од лекова, депресија), супстанце (нпр. никотин, кофеин) и психолошки стрес.
Пре постављања дијагнозе, лекари настоје да елиминишу друга стања која могу да изазову сличне симптоме, као што су хипертиреоза (претерано активна штитна жлезда), хиперпаратироидизам (претерано активна паратироидна жлезда), кардиоваскуларне болести, поремећаји дисања и дисаутономија, болест система који регулише невољне процесе у телу.
Лечење паничног напада треба да буде усмерено на основни узрок. Код оних са честим нападима могу се користити саветовање (психотерапија) или лекови, као превентивне и абортивне мере, оне које заустављају напад док се дешава. Тренинг дисања и технике опуштања мишића такође могу бити од користи.
Панични напади често изгледају застрашујуће и за оне који их доживљавају и за оне који су њихови сведоци, а људи често мисле да имају срчани удар због симптома. Међутим, они не изазивају никакву стварну физичку штету код особе која је доживљава.
Раније студије су сугерисале да они који пате од поремећаја повезаних са анксиозношћу (нпр. панични поремећај) имају већи ризик од самоубиства.
У Европи отприлике 3% становништва има паничне нападе у датој години, док у Сједињеним Државама погађа око 11%. Панични напади су чешћи код жена него код мушкараца и често почињу током пубертета или раног одраслог доба. Деца и старији одрасли су ређе погођени.

## Знаци и симптоми
Када људи доживе панични напад, он се обично јавља веома изненада и неочекивано са широким спектром симптома који обично трају, у просеку, неколико минута. Типично, симптоми напада панике достижу свој најгори интензитет у првом минуту, а затим постепено нестају у наредних неколико минута. Током овог периода, људи често осећају интензиван страх да ће се догодити нешто катастрофално упркос томе што не постоји непосредна опасност. Учесталост паничног напада варира између појединаца, при чему неки људи доживљавају панични напад често сваке недеље, док други могу имати један панични напад годишње. Карактеристике које помажу да се дефинише панични напад су скуп симптома који прате паничне нападе, као и чињеница да се панични напад јавља без подстицаја; што значи да обично не постоји догађај који изазива панични напад.
Панични напади су повезани са много различитих симптома, при чему особа доживљава најмање четири од следећих симптома: убрзан рад срца, бол у грудима, палпитације (тј. осећај да вам срце лупа из груди), отежано дисање, осећај гушења, мучнина, бол у стомаку, вртоглавица (тј. осећај као да се можете онесвестити). дереализација (тј. осећај одвојености од стварности, као да догађаји који се дешавају нису стварни), деперсонализација (тј. осећање неповезаности са својим телом или мислима), страх од губитка контроле и страх од умирања.
Ови физички симптоми се алармантно тумаче код људи склоних паничним нападима. Ово доводи до повећане анксиозности и формира позитивну повратну спрегу, што значи да што више особа доживљава симптоме повезане са паничним нападом, то је већи осећај анксиозности који може да погорша њихове паничне нападе. Панични напади се разликују од других облика анксиозности по свом интензитету и њиховој изненадној, епизодној природи.

### Бол у грудима
Људи могу искусити широк спектар симптома у току паничног напада; они имају тенденцију да буду веома интензивни и застрашујући, а уобичајени симптоми отежаног дисања и бола у грудима понекад могу да наведу људе да верују да имају срчани удар, што их наводи да оду у одељење хитне помоћи. Пошто су бол у грудима и отежано дисање обично симптоми неке врсте срчаних болести (као што је срчани удар), постоји медицински значај у искључивању разлога који угрожавају живот за њихове симптоме. Срчани удар (који се такође назива инфаркт миокарда) настаје када дође до зачепљења артерија које иду до срца, због чега мање крви долази до срчаног ткива и на крају узрокује одумирање срчаног ткива. Ово ће бити процењено у одељењу хитне помоћи електрокардиограмом (тј. сликом електричне активности срца) и мерењем хормона званог тропонин, који се ослобађа из срчаног ткива у време стреса на ткиво.

## Узроци
Напади панике могу бити узроковани комбинацијом фактора. Биолошки фактори који могу довести до паничног напада укључују психијатријске поремећаје као што су посттрауматски стресни поремећај (PTSD) и опсесивно-компулзивни поремећај (OCD), срчана стања, низак крвни притисак и преактивна штитна жлезда. Неравнотежа норепинефринског система, који је одговоран за координацију одговора тела бори се или бежи, такође је повезана са паничним нападима.
Панични поремећај има тенденцију да настане у раном одраслом добу, иако се може јавити у било ком узрасту. Чешћи је код жена и обично се јавља чешће код особа са натпросечном интелигенцијом. Истраживање које укључује идентичне близанце показало је да ако један близанац има анксиозни поремећај, вероватно ће га имати и други.
Панични напади могу се појавити и због краткотрајних стресора. Велики лични губици, као што је крај романтичне везе, промене у животу као што су посао или селидба, и друге значајне животне промене могу изазвати паничне нападе. Појединци који су природно анксиозни, којима је потребно много уверавања, претерано брину о свом здрављу, имају преопрезан поглед на свет око себе и имају кумулативни стрес, већа је вероватноћа да ће доживети паничне нападе. За адолесценте, друштвене транзиције, као што су промене у разредима и школама, такође могу бити фактор који доприноси паничним нападима.
Људи често доживљавају паничне нападе као директан резултат изложености одређеним страховима или фобијама. Ситуација може постати повезана са паником ако је неко раније имао претходну реакцију у сличним контекстима.
Различите супстанце такође могу изазвати паничне нападе. На пример, прекид или смањење дозе лека (престанак лека) без смањења може изазвати нападе панике. Друге супстанце за које се обично зна да су повезане са нападима панике укључују канабис и никотин.

### Панични поремећај
За особе које имају поновљене, упорне нападе или осећају озбиљну анксиозност због новог напада се каже да имају панични поремећај. Панични поремећај се упадљиво разликује од других врста анксиозних поремећаја по томе што су напади панике често изненадни и ничим изазвани. Међутим, панични напади које доживљавају они са паничним поремећајем такође могу бити повезани или појачани излагањем одређеним местима или ситуацијама, што отежава свакодневни живот.
Ако особа има поновљене и неочекиване нападе панике, то може бити потенцијални знак паничног поремећаја. Према DSM-5, панични поремећај се може дијагностиковати ако пацијент има не само понављајуће паничне нападе, већ и доживи најмање месец дана анксиозности или забринутости да ће имати додатне нападе. Ова забринутост може довести до тога да особа промени своје понашање како би избегла ситуације које су изазвале напад. Панични поремећај се не може дијагностиковати ако пацијент има неки други поремећај који изазива нападе панике (нпр. социјални анксиозни поремећај).
Пацијенти погођени паничним поремећајем могу се борити са депресијом и смањеним квалитетом живота. У поређењу са општом популацијом, они су такође под повећаним ризиком од злоупотребе психоактивних супстанци и зависности.

### Агорафобија
Панични поремећај се често манифестује агорафобијом, што је анксиозни поремећај у коме се појединац појављује са страхом од ситуације из које не може да изађе или побегне, посебно ако дође до напада панике. Људи који су имали напад панике у одређеним ситуацијама могу развити фобије од ових ситуација и почети да предузимају мере да их избегну. На крају, образац избегавања и ниво анксиозности због другог напада може да достигне тачку где особе са паничним поремећајем не могу да возе или чак изађу из куће, преферирајући удобност боравка на безбедном и познатом месту. У овој фази се каже да особа има панични поремећај са агорафобијом.
У Јапану, људи који показују екстремну агорафобију до те мере да не желе или не могу да напусте своје домове називају се Хикикомори. Овај термин се користи да опише и особу и феномен. Након што ју је прво дефинисало јапанско Министарство здравља, рада и социјалног старања, национална истраживачка радна група је прецизирала дефиницију као „стање избегавања друштвеног ангажовања (нпр. образовање, запошљавање и пријатељства) са генерално упорним повлачењем у нечије пребивалиште најмање шест месеци као резултат различитих фактора“.

## Патофизиологија
Када се јаве панични напади, људи доживљавају изненадни почетак страха и анксиозности у окружењу без стварне перципиране претње (нпр. ваш ум верује да постоји нешто што прети вашем благостању, али се ништа не дешава стварно опасно по живот). Овај одговор заснован на страху доводи до ослобађања хормона званог адреналин (такође познатог као епинефрин), што доводи до бори се или бежи одговора. Људско нервно стање се састоји од симпатичког нервног система, који је одговоран за борбу или бег (активни) одговор, и парасимпатичког нервног система, који је одговоран за одмор и варење (пасивни) одговор. Симпатички нервни систем припрема наше тело за напорну физичку активност (тј. борбу или бекство) утичући на различите телесне функције као што су убрзани рад срца, појачано дисање, знојење и многе друге, што доводи до физичких симптома који прате напад панике. Тачан механизам иза напада панике остаје нејасан; постоји неколико различитих идеја зашто неки људи доживљавају нападе панике, док други не. Тренутне теорије укључују модел мреже страха, теорију ацидобазних поремећаја у мозгу и нерегуларну активност амигдале (тј. дела мозга одговорног за контролу емоција, као што је страх, и препознавање претњи).

### Мрежни модел страха
Модел мреже страха претпоставља да делови нашег мозга одговорни за контролу одговора на страх који ствара област мозга у којој се налази амигдала (назван лимбички систем) није у стању да довољно контролише страх, што доводи до паничног напада. Сматра се да би дисфункција подручја одговорног за контролу страха могла бити узрокована стресом доживљеним у детињству, заједно са генетском компонентом. Укратко, модел мреже страха наводи да мрежа у нашем мозгу одговорна за реаговање на страх, а затим за контролу тог страха не функционише исправно, стварајући немогућност нашег мозга да контролише страх који се јавља без икакве спољне претње, што доводи до напада панике.

### Теорија ацидобазних поремећаја
Ова теорија сугерише да постоји део амигдале који је у стању да идентификује када се пХ у нашем мозгу смањује, односно постаје киселији. Овај део амигдале назива се јонски канал који осећа киселину. Пошто се панични напади обично дешавају без очигледног спољашњег окидача (што значи да се обично не дешава ништа опасно по живот што би изазвало паничне нападе), студије су показале да панични напади могу бити узроковани унутрашњим окидачима. Један такав унутрашњи окидач је ацидоза која осећа амигдалу, која може бити узрокована удисањем CO2 (угљен-диоксида). Заправо, једна студија је показала да су људи са историјом паничних напада имали поремећаје у пХ нивоу неколико минута пре паничног напада.
Друга теорија, названа теорија лажног аларма гушења, повезана је са идејом киселинско-базног дисбаланса у амигдали. Према овој теорији, удисање угљен-диоксида (CO2) изазива накупљање киселине у крви и отежано дисање, што доводи до тога да наш мозак верује да се гушимо, што изазива страх и панику. Истраживања су показала да удисање CO2 може изазвати страх код људи који нису раније имали паничне нападе. Ова информација омогућила је научницима да сугеришу да панични напади могу бити узроковани немогућношћу нашег мозга да заустави алармне сигнале због којих се осећамо као да се гушимо.

### Теорија дисфункције амигдале
Амигдала у људском мозгу има неколико различитих делова који су одговорни за наш одговор на страх. Ова теорија сугерише да проблеми у било којој од ових области мозга или везе између њих могу довести до претераног одговора на страх, попут паничног напада. Студије су показале да је и код животиња и код људи са историјом паничних напада, амигдала хиперактивна са смањеним волуменом у поређењу са контролом. Друга улога коју амигдала може да игра у паничним нападима је смањена инхибиција амигдаларне активности (тј. амигдала се не гаси као што би иначе требало), што доводи до повећаног нивоа анксиозности. Веза између трауматских искустава из детињства, као и генетских абнормалности, пронађена је код оних са дисфункционалном амигдалом.

### Неуравнотеженост неуротрансмитера
Многи неуротрансмитери су погођени када је тело под повећаним стресом и анксиозношћу који прате панични напад. Неки укључују серотонин, GABA (гама-аминобутерну киселину), допамин, норадреналин и глутаминску киселину.
Чини се да је повећање серотонина у одређеним путевима мозга повезано са смањеном анксиозношћу. Више доказа који сугеришу да серотонин игра улогу у анксиозности је да људи који узимају селективне инхибиторе преузимања серотонина (SSRI) имају тенденцију да осећају смањење анксиозности када њихов мозак има више серотонина на располагању за употребу.
Главни инхибиторни неуротрансмитер у централном нервном систему (CNS) је GABA. Овај неуротрансмитер делује тако што инхибира или блокира нервне сигнале, што је од велике помоћи код анксиозности. У ствари, лекови који повећавају активност GABA у мозгу, као што су бензодиазепини и барбитурати, помажу у смањењу анксиозности скоро одмах.
Улога допамина у анксиозности није добро схваћена. Доказано је да неки антипсихотици који блокирају производњу допамина лече анксиозност. Међутим, ово се може приписати тенденцији допамина да повећа осећај самоефикасности и самопоуздања, што индиректно смањује анксиозност. С друге стране, утврђено је да и други лекови који повећавају ниво допамина побољшавају анксиозност.
Многи физички симптоми анксиозности, као што су убрзани рад срца и дрхтање руку, регулишу се норепинефрин. Лекови који спречавају ефекат норепинефрина могу бити ефикасни у смањењу физичких симптома паничног напада. С друге стране, неки лекови који подижу укупне нивое норепинефрина, као што су трициклични антидепресиви и инхибитори преузимања серотонин-норепинефрина (SNRI), могу бити ефикасни за лечење напада панике на дужи рок смањењем наглог повећања норепинефрина који се дешава током напада панике.
Пошто је глутамат примарни ексцитаторни неуротрансмитер укључен у централни нервни систем (CNS), може се наћи у скоро сваком нервном путу у телу. Глутамат је вероватно укључен у условљавање, што је процес којим се формирају одређени страхови, и изумирање, што је елиминација тих страхова.

### Срчани механизам
Људи којима је дијагностикован панични поремећај имају приближно дупло већи ризик од срчаних обољења. Панични напади могу изазвати бол у грудима утичући на проток крви у артеријама срца. Током паничног напада, покреће се одговор тела на стрес који може изазвати стезање малих крвних судова срца, што доводи до болова у грудима. Нервни систем тела и убрзано дисање током паничног напада могу изазвати грчење артерија срца (познато и као вазоспазам). Ово може смањити доток крви у срце, узрокујући оштећење срчаног ткива и бол у грудима, упркос нормалним скенирањима срца.
Код особа са историјом коронарне артеријске болести, напади панике и стрес могу погоршати бол у грудима повећавајући потребу срца за кисеоником. Ово се дешава зато што повећан број откуцаја срца, крвни притисак и реакције на стрес (тј. симпатички нервни систем) стварају већи притисак на срце.

## Дијагноза
Према DSM-5, напад панике је део дијагностичке класе анксиозних поремећаја. DSM-5 критеријуми за напад панике дефинишу се као „ нагли налет интензивног страха или интензивне нелагоде који достиже врхунац у року од неколико минута и за то време се јављају четири или више од следећих симптома“:
- Палпитације и / или убрзани рад срца
- знојење
- Дрхтање или дрхтање
- Осећај кратког даха или гушења
- Осећај гушења
- Бол или нелагодност у грудима
- Мучнина или бол у стомаку
- Осјећај вртоглавице, нестабилности, вртоглавице или несвјестице
- Дереализација (осећај нестварности) или деперсонализација (одвајање од себе)
- Страх од губитка контроле или од лудила
- Осећај предстојеће пропасти
- Парестезије (укоченост или пецкање)
- Језа или осећај топлоте

Док неки пацијенти одлазе у одељење хитне помоћи због својих физичких симптома, не постоји лабораторијски или сликовни тест који се користи за дијагнозу паничног напада, то је чисто клиничка дијагноза (тј. доктор користи своје искуство и стручност да дијагностикује паничне нападе) након што су искључене друге болести које су опасније по живот пацијента. Због физичких симптома који се јављају током паничног напада, људи обично иду у одељење хитне помоћи на даљу процену; међутим, оне који доживљавају паничне нападе који утичу на њихово здравље и добробит треба да провери стручњак за ментално здравље, као што је терапеут или психијатар. Алати за скрининг се могу користити за откривање могућих случајева паничног поремећаја и предложити потребу за формалном дијагностичком проценом са психијатром ради даље процене.

## Третман
Панични поремећај се обично ефикасно контролише различитим интервенцијама, укључујући психолошке терапије и фармаколошки третман лековима. Фокус на управљању паничним поремећајем укључује смањење учесталости и интензитета паничног напада, смањење антиципативне анксиозности и агорафобије и постизање пуне ремисије.
Већина напада панике ће се спонтано повући у року од 20 до 30 минута без сметњи. Међутим, бензодиазепини, посебно алпразолам и клоназепам, често се прописују за панични поремећај због њиховог брзог почетка деловања и добре подношљивости и стога се могу користити као начин да се оконча тренутни напад који је у току. Поред тога, могу се користити технике дубоког дисања и релаксације које су корисне док особа доживљава паничне нападе или непосредно након тога као начин да се смири. Неки узроци одржавања укључују избегавање ситуација или окружења које изазивају панику, анксиозност или негативан разговор са собом (размишљање „шта ако“), погрешна уверења (нпр. мишљење да су нечији симптоми штетни или опасни) и задржана осећања.
Когнитивно бихејвиорална терапија (CBT) има најкомплетнији и најдужи ефекат, праћен специфичним селективним инхибиторима преузимања серотонина (SSRI). Прегледом из 2009. пронађени су позитивни резултати терапије и лекова и много бољи резултат када су то двоје комбиновано. Иако постоје савремени лекови који краткорочно утичу на живот пацијената, дуготрајни лекови за панични поремећај су још увек у изради. Међутим, постоји метода за коју се показало да је најефикаснија у дуготрајном лечењу, а то је комбиновање различитих стилова лечења. Ови различити стилови укључују и антидепресиве и CBT терапију.

### Промене животног стила
Све већа истраживања сугеришу да заједно са стандардизованим медицинским третманима, промене начина живота могу помоћи у ублажавању неких од најчешћих стања менталног здравља. Због тога је све већи нагласак на потенцијалу интервенција у начину живота и нефармаколошких метода за анксиозност. Ове интервенције у начину живота укључују, али нису ограничене на, фокусирање на физичку активност, избегавање супстанци и технике опуштања.
Вежбе, посебно аеробне, постале су алтернативна метода за смањење симптома анксиозности и панике. Други опуштајући облици, као што су јога и таи-чи, такође су имали сличне ефекте у побољшању анксиозности и такође се могу користити као додатна терапија. Бројне студије су утврдиле да је вежба обрнуто повезана са симптомима анксиозности, тако да како се физичка активност повећава, нивои анксиозности изгледа да се смањују. Постоје докази који сугеришу да је овај ефекат повезан са ослобађањем ендорфина изазваних вежбањем и накнадним смањењем хормона стреса, кортизола. Једна ствар коју треба имати на уму је да са вежбањем често долази до повећане брзине дисања. Ово може да доведе до хипервентилације и хипервентилационог синдрома, који опонаша симптоме срчаног удара, изазивајући тако напад панике, па је важно прилагодити режим вежбања у складу са тим.
Избегавање супстанци може бити важно у смањењу анксиозности и паничних симптома, јер многе супстанце могу изазвати, погоршати или опонашати симптоме паничног поремећаја. На пример, познато је да кофеин има својства која изазивају анксиозност и панику, што се посебно може појавити код оних који су подложнији паничним нападима. Анксиозност и паника се такође могу привремено повећати током одвикавања од кофеина и разних других лекова и супстанци.
Медитација такође може бити од помоћи у лечењу паничног поремећаја. Технике опуштања мишића су корисне и неким појединцима. Ово се може научити помоћу снимака, видео записа или књига. Док се опуштање мишића показало мање ефикасном од когнитивне бихејвиоралне терапије у контролисаним испитивањима, многи људи и даље проналазе барем привремено олакшање од опуштања мишића.

### Вежбе дисања
Неправилности у дисању, укључујући хипервентилациони синдром и кратак дах (диспнеју), кључне су карактеристике анксиозности и паничног напада. Хипервентилациони синдром се јавља када особа доживи дубоко, убрзано дисање, што на крају утиче на проток крви у мозгу и мења свесност.
Показало се да неколико различитих техника дисања може смањити симптоме код пацијената којима је дијагностикован анксиозни поремећај. Управљањем и фокусирањем на дисање, особе са анксиозношћу доживљавају мање напетости и стреса у мишићима, као и смањену реакцију на стрес. Вежба за преобуку дисања помаже у поновном балансирању нивоа кисеоника и CO2 у крви, побољшавајући церебрални проток крви. Капнографија, која обезбеђује нивое CO2 у издаху, може помоћи у вођењу дисања.

### Терапија
Према Америчком психолошком удружењу, "већина специјалиста се слаже да је комбинација когнитивних и бихејвиоралних терапија најбољи третман за панични поремећај. Лекови би такође могли бити прикладни у неким случајевима." Први део терапије је углавном информативног карактера; многим људима у великој мери помаже једноставно разумевање шта је тачно панични поремећај и колико га други доживљавају. Многи људи са паничним поремећајем су забринути да њихови панични напади значе да „полуде“ или да би паника могла изазвати срчани удар. Когнитивно реструктурирање помаже људима да замене те мисли реалистичнијим, позитивнијим начинима гледања на нападе. Понашање избегавања, као што је оно што се види код пацијената са агорафобијом, један је од кључних аспеката који спречавају људе са честим паничним нападима да функционишу здраво. Терапија изложености, која укључује поновљено и продужено суочавање са страховитим ситуацијама и телесним сензацијама, помаже у слабљењу анксиозних одговора на спољашње и унутрашње стимулусе који изазивају панику.
У психоаналитичким приступима дубљег нивоа, посебно у теорији објектних односа, напади панике су често повезани са расцепом, параноидно-шизоидним и депресивним положајима и параноидном анксиозношћу. Често се открије да су коморбидни са граничним поремећајем личности и сексуалним злостављањем деце.
Постојала је мета-анализа коморбидитета паничних поремећаја и агорафобије која је користила терапију изложености за лечење стотина пацијената током одређеног временског периода. Резултат је био да је тридесет два процента пацијената имало епизоду панике након третмана. Закључили су да употреба терапије изложености има трајну ефикасност за клијента који живи са паничним поремећајем и агорафобијом.

### Лекови
Опције лекова за паничне нападе обично укључују бензодиазепине и антидепресиве. Бензодиазепини се прописују ређе због њихових потенцијалних нежељених ефеката као што су зависност, умор, нејасан говор и губитак памћења.  Антидепресивни третмани за нападе панике укључују селективне инхибиторе преузимања серотонина (SSRI), инхибиторе преузимања серотонина-норепинефрина (SNRI), трицикличне антидепресиве (TCA) и инхибиторе моноаминске оксидазе (MAOI).
SSRI су нарочито први лекови који се користе за лечење паничних напада. SSRI и трициклични антидепресиви изгледају слично за краткорочну ефикасност.
SSRI носе релативно низак ризик јер нису повезани са великом толеранцијом лека или зависношћу и имају подношљивији профил нежељених ефеката. TCA су слични SSRI у својим бројним предностима, али имају чешће нежељене ефекте као што су повећање телесне тежине и когнитивни поремећаји. MAOI се генерално предлажу за пацијенте који нису реаговали на друге облике лечења.
Док употреба лекова у лечењу паничних напада може бити веома успешна, генерално се препоручује да људи такође буду у неком облику терапије, као што је когнитивна бихејвиорална терапија. Третмани лековима се обично користе током трајања симптома паничних напада и прекидају се након што се пацијент ослободи симптома најмање шест месеци. Обично је најбезбедније постепено укидати ове лекове током терапије. Док се лечење лековима чини обећавајућим за децу и адолесценте, они су под повећаним ризиком од самоубиства док узимају ове лекове и њихово благостање треба пажљиво пратити.

## Прогноза
Панични напади, иако су непријатни, нису опасни по живот. Међутим, понављајући панични напади могу негативно утицати на нечије ментално здравље ако људи који их доживљавају не траже лечење. Понекад се панични напади могу развити у фобије или панични поремећај ако се не лече. Међутим, када се лече, људи се добро понашају, а симптоми се смањују или потпуно нестају у року од неколико недеља до месеци.

## Епидемиологија
У Европи, око 3% становништва има напад панике у датој години. У Сједињеним Америчким Државама погађају око 11%. Панични напади су чешћи код жена него код мушкараца. Често почињу током пубертета или раног одраслог доба. Деца и старији људи су ређе погођени. Резултати студија близанаца и породице закључили су да поремећаји, као што је панични поремећај, имају генетску компоненту и да се наслеђују или преносе путем гена.